# Ван Маньюй
Ван Манью́й (кит. 王曼昱, пиньинь Wáng Mànyù; род. 9 февраля 1999 года в Цицикаре, пров. Хэйлунцзян, КНР) — китайская спортсменка, игрок в настольный теннис, чемпионка Олимпийских игр 2020 года в командном разряде, пятикратная чемпионка мира, двукратная обладательница Кубка мира.

## Биография
Ван Маньюй родилась в городском округе Цицикар в провинции Хэйлунцзян КНР.
Первый крупный успех на международной арене — золотая медаль в одиночном разряде на юношеском Чемпионате мира в 2014 году в Шанхае.
В 2018 году Ван Маньюй выиграла Кубок мира по настольному теннису в командном разряде.
Четыре раза одерживала победы в одиночном разряде на этапах «ITTF World Tour» — 2017 (Линц), 2018 (Будапешт, Гонконг и Шэньчжэнь, Китай), 2019 (Катар).
В 2018 году в составе китайской команды завоевала золото на чемпионате мира. На чемпионате мира 2019 года в Будапеште стала чемпионкой в женском парном разряде вместе с Сунь Инша. В полуфинале Ван Маньюй и Сунь Инша в упорном матче в 7 партиях переиграли Чэнь Мэн и Чжу Юйлин. В финале Ван Маньюй и Сунь Инша проиграли первые две партии японской паре Хина Хаята и Мима Ито, но затем выиграли 4 партии подряд (8-11, 3-11, 11-8, 11-3, 12-10, 11-8). В одиночном разряде Ван Маньюй дошла полуфинала, где уступила в 4 партиях Чэнь Мэн (5-11, 7-11, 5-11, 8-11), получив бронзовую медаль.

## Стиль игры
Ван Маньюй играет правой рукой европейской хваткой в атакующем стиле.